# Politique en Azerbaïdjan
La politique en Azerbaïdjan, une république caucasienne, se caractérise par son régime présidentiel fort.
Aujourd'hui, les États-Unis, la Turquie et Israël sont bien implantés dans le pays, intéressés par la position stratégique de l'Azerbaïdjan dans le Caucase et par la présence immense de pétrole dans le pays. La Russie a retrouvé une large influence à Bakou et l'Iran s’est également rapproché du pays.

## Évènements politiques
- 30 août 1991 : L'Azerbaïdjan proclame son indépendance après l'effondrement de l'Union soviétique et du bloc communiste. Le pays adhère à l'Organisation des Nations unies (ONU) en 1992. Les premières années de l'indépendance se caractérisent par un grand désarroi politique.
- Juin 1992 : Aboulfaz Eltchibeï, le président du Front populaire d'Azerbaïdjan (Azərbaycan Xalq Cəbhəsi Partiyası), est élu président au suffrage universel avec 55 % des voix. À la suite d'une courte guerre civile, il est destitué en juin 1993 et remplacé provisoirement par l'ancien dirigeant soviétique Heydar Aliyev. La destitution d'Eltchibeï est « acceptée » par référendum en octobre 1993 et Aliyev est élu président avec 98,8 % des suffrages lors d’un scrutin incontesté.
- 1993 : La guerre du Haut-Karabagh aboutit à l'occupation par les troupes arméniennes de la partie occidentale de l’Azerbaïdjan séparant l'Arménie du Haut-Karabagh. Cette défaite engendre d'importants problèmes politiques. Pour sa part, le Conseil de sécurité des Nations unies condamne l'occupation du territoire de la République azerbaïdjanaise dans ses résolutions n° 822 (30 avril 1993), 853 (29 juillet 1993) 874 (14 octobre 1994) et 884 (11 novembre 1993). Un cessez-le-feu entre en vigueur au printemps 1994, tandis que le président Aliyev paraît décidé à mener à leur terme les négociations engagées avec le gouvernement arménien.
- Novembre 1995 : La nouvelle Constitution de la République azerbaïdjanaise est adoptée par référendum. Des élections législatives sont organisées. Retour au pouvoir du Parti du nouvel Azerbaïdjan (Yeni Azərbaycan Partiyası, YAP) au détriment des communistes.
- Novembre 1997 : L'Azerbaïdjan revient sur le marché mondial du pétrole.
- Septembre 1998 : Le Sommet de la Route de la Soie est tenu pour la première fois à Bakou et réunit plus de 32 pays. En octobre de la même année, Heydar Aliyev est réélu président. L'Azerbaïdjan, la Géorgie, le Kazakhstan, la Turquie, l'Ouzbékistan et les États-Unis signent un projet d'accord intitulé « la Déclaration d'Ankara » portant sur la construction d'un oléoduc qui reliera Bakou à Ceyhan (en Turquie) et qui acheminera le pétrole de la Caspienne vers les pays occidentaux.
- 12 décembre 1999 : Premières élections municipales.
- 6 novembre 2000 : Après les élections législatives, l'opposition au président Aliyev dénonce des fraudes massives, confirmées par les observateurs internationaux, et menace de ne pas reconnaître les résultats.
- Janvier 2001 : L'Azerbaïdjan devient membre du Conseil de l'Europe.
- Avril 2001 : Sur invitation du secrétaire d'État américain, le président Aliyev participe, en Floride à Key West, aux négociations de paix entre l'Arménie et l'Azerbaïdjan.
- Novembre 2001 : Premier forum mondial à Bakou qui réunit tous les Azerbaïdjanais du monde.
- Octobre 2003 : Heydar Aliev, toujours candidat à sa propre succession mais dont les problèmes de santé s'aggravent sans cesse, renonce finalement à se représenter et reconnaît son fils comme seul candidat de son parti.
- 15 octobre 2003 : Ilham Aliyev est élu à l'élection présidentielle avec 76,84 % des voix. Il prend ses fonctions le 31 octobre malgré les plaintes de l'opposition.
- 13 décembre 2003 : Heydar Aliyev décès.
- 6 novembre 2005 : Les élections législatives confirment la victoire de Parti du Nouvel Azerbaïdjan qui remporte 48,8 % des suffrages et 61 sièges sur 125 à l'Assemblée nationale.
- 15 octobre 2008 : Ilham Aliyev est réélu à l'élection présidentielle augmentant son score de 2003 à 88,73 %.
- 7 novembre 2010 : Les élections législatives confirment la victoire de Parti du Nouvel Azerbaïdjan avec une majorité absolue qui remporte 56,8 % des suffrages et 61 sièges sur 125 à l'Assemblée nationale.
- Lors des élections de 2013 les résultats ont été publiés accidentellement la veille du scrutin[1],[2]
- Début 2017, il nomme son épouse Mehriban Alieva au poste de vice-présidente du pays[3].
- Ilham Aliyev est réélu président au terme de l'élection présidentielle de 2018 avec 86 % des voix. L'OSCE dénonce de « graves irrégularités » lors du scrutin[4].
- Le 7 février 2024, une élection présidentielle anticipée reconduit Ilham Aliyev pour la cinquième fois avec 92 % des suffrages dès le premier tour[5].

## Système politique de l'Azerbaïdjan

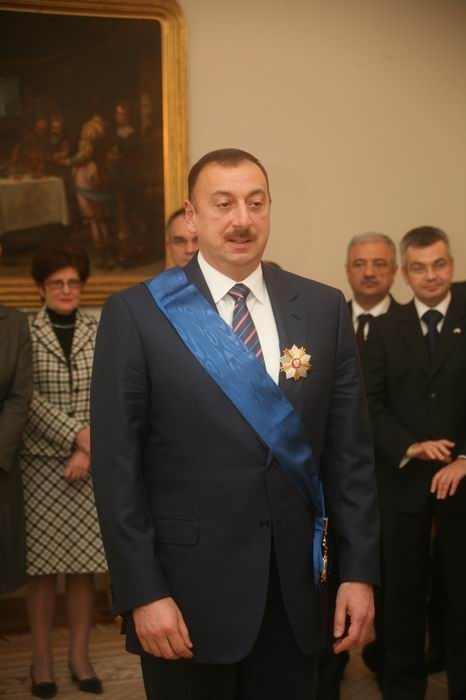
Ilham Aliyev, Président de la République d'Azerbaïdjan

### Le pouvoir exécutif
Le Président de la République d'Azerbaïdjan est le chef de l'État. Il est élu au suffrage universel pour sept ans. Le président détient le pouvoir exécutif, c'est lui qui nomme le Premier Ministre de la République d'Azerbaïdjan qui est le chef du gouvernement et le Conseil des Ministres, ils doivent ensuite être confirmés par le parlement, l'Assemblée nationale de la République d'Azerbaïdjan (Milli Məclis).

### Le pouvoir législatif
Le pouvoir législatif en Azerbaïdjan est monocaméral. L’Assemblée Nationale, compte 125 sièges et ses membres sont élus au suffrage universel pour cinq ans. Cependant, l'Assemblée Nationale est historiquement une institution faible et sans influence réelle. L'Azerbaïdjan a un système présidentiel fort dans lequel le pouvoir législatif et judiciaire n'ont qu'une indépendance limitée.

### Les principaux partis politiques
Les principaux partis politiques de l'Azerbaïdjan sont: le Parti du nouvel Azerbaïdjan (Yeni Azərbaycan Partiyası, YAP) qui est le parti politique au pouvoir de la dynastie politique d’Aliev depuis 1993, le Parti Communiste d'Azerbaïdjan (Azərbaycan Kommunist Partiyası, AKP), le Parti du Front populaire d'Azerbaïdjan (Azərbaycan Xalq Cəbhəsi Partiyası), le Parti Müsavat, le Parti de la Solidarité Civique (Vətəndaş Həmrəyliyi Partiyası), le Parti Social Démocrate d'Azerbaïdjan (Azərbaycan Sosial Demokrat Partiyası). Les partis de l'opposition se divisent souvent en factions pour former de nouveaux partis.

## Élections

### Présidentielles
Le président Heydar Aliyev, ancien membre du Parti communiste (PCUS) et du Politburo de l'Union soviétique, a dirigé le pays de 1993 à 2003, d'une main de fer. Sérieusement malade, il a fait élire son fils Ilham Aliyev à la présidence lors des élections de 2003 avec près de 77 % des voix. Ilham Aliyev est réélu à l'élection présidentielle d'octobre 2008 augmentant son score de 2005 de plus de dix points à 88,73 %. L'Organisation pour la sécurité et la coopération en Europe (OSCE) a jugé cette élection non démocratique.

### Législatives

#### Législatives du 6 novembre 2005
Les élections législatives du 6 novembre 2005 confirment la victoire de Parti du Nouvel Azerbaïdjan. Le Parti du Nouvel Azerbaïdjan remporte 48,8 % des suffrages et 61 sièges sur 125 à l’Assemblée nationale. La légitimité des élections organisées par le régime Ilham Aliyev sont fortement contestées par les observateurs de l'OSCE et du conseil de l'Europe.

#### Législatives du 7 novembre 2010
Les élections législatives du 7 novembre 2010 confirment la victoire de Parti du Nouvel Azerbaïdjan avec une majorité absolue. Le Parti du Nouvel Azerbaïdjan remporte 56,8 % des suffrages et 61 sièges sur 125 à l’Assemblée nationale. L'opposition a contesté la régularité du scrutin mais les observateurs de la Communauté des États indépendants, de l'OSCE, du conseil de l'Europe et du parlement européen ont parlé d'amélioration par rapport aux précédentes élections.

## Subdivisions administratives

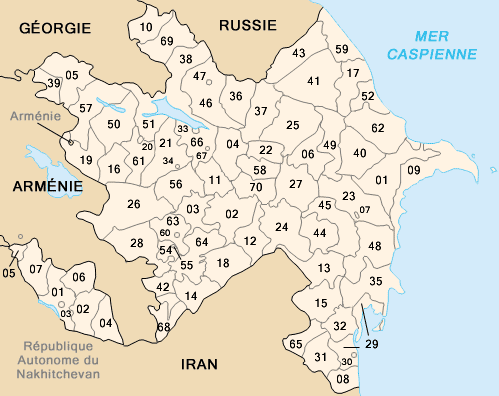
Carte des subdivisions administratives de l'Azerbaïdjan. Notez que les subdivisions administratives de la république autonome de Nakhitchevan sont énumérés séparément.

L'Azerbaïdjan est un état unitaire centralisé. Le pays est divisé administrativement en 66 districts ou rayon, dont 59 sont situés en Azerbaïdjan proprement dit, et 7 sont situés au Nakhitchevan ;  et en 12 villes ou rayon, dont 11 sont situés en Azerbaïdjan proprement dit, et 1 est situé au Nakhitchevan. Il existe une subdivision administrative particulière : la république autonome de Nakhitchevan, qui est séparé du reste du territoire par une bande de territoire arménien. Les districts ne disposent pas des propres organes de représentation (gouverneurs et assemblées territoriales), à l'exception de la république autonome de Nakhitchevan.

### Divisions
L'Azerbaïdjan est divisé en :
- 59 districts ou arrondissements (en azéri : rayon au singulier, rayonlar au pluriel)[9] ;
- 11 villes (şəhər au singulier)[9] ;
- 1 république autonome (muxtar respublika), le Nakhitchevan, qui contient elle-même :
  - 7 districts[9] ;
  - 1 ville[9].

## Relations diplomatiques
166 États ont établi des relations diplomatiques avec l'Azerbaïdjan. 52 ambassades, 2 consulats généraux et 11 missions diplomatiques et bureaux de représentation sont établies à Bakou. L'Azerbaïdjan dispose d'ambassades dans 56 pays et 9 consulats généraux dans 7 pays.
Les relations avec l'Arménie sont très conflictuelles en raison de la question du Haut-Karabagh, république autoproclamée en sécession de l'Azerbaïdjan à majorité arménienne. Il n'existe pas de relations diplomatiques officielles entre les deux États qui sont dans un état de guerre depuis la fin de la guerre du Haut-Karabagh de 1988-1994, quand une trêve a été négociée par la Russie le 12 mai 1994. Le Haut-Karabagh maintient son indépendance de facto. Le visa d'entrée en Azerbaïdjan est systématiquement refusé à tout citoyen arménien et à toute personne d'origine arménienne. Il est également refusé à toute personne détentrice d’un visa délivré par les autorités du Haut-Karabagh ou d’un tampon signalant un séjour au Haut-Karabagh, ou encore dans l’une des sept régions occupées d’Azerbaïdjan. Cela se traduit par une interdiction permanente d'entrée en Azerbaïdjan.
Les relations entre l'Azerbaïdjan et la Turquie ont toujours été très fortes. Les deux pays ont des langues et des cultures similaires (en fait, la langue azérie et la langue turque sont mutuellement intelligibles), une histoire partagée et un ennemi commun, l'Arménie. Précédemment, en 1993, en pleine guerre du Haut-Karabagh, la Turquie avait, pour soutenir son allié azerbaïdjanais, décidé de fermer ses 268 km de frontière commune avec l'Arménie.
Les relations avec l'Iran sont également fortes. Malgré la différence idéologique entre les deux pays, l'Iran étant un État théocratique et l'Azerbaïdjan un État laïc, l'Iran s'est rapproché du pays en raison de la présence d’une forte minorité azérie d'environ 12 millions de personnes en Iran, mais aussi parce que ces deux pays recherchent une alliance pour contrebalancer l'influence turque sur la région. Bien que les deux nations aient une histoire commune (l'Azerbaïdjan fut une partie de l'Iran avant la conquête russe en 1800) et sont tous deux chiites, contrairement aux Turcs qui sont principalement sunnites, l'Azerbaïdjan veut conserver sa relation privilégiée avec la Turquie tout en cultivant des relations étroites dans de très nombreux domaines avec l'Iran.